# Teresa Nesteruk
Teresa Nesteruk (ur. 6 lipca 1953, zm. 23 kwietnia 2019 w Siedlcach) – polska zoolog, prof. nadzwyczajny dr hab. nauk biologicznych.

## Życiorys
Córka Czesława i Janiny. W 1992 obroniła pod kierunkiem Jacka Junoszy Kisielewskiego pracę doktorską pt. Występowanie Gastrotricha w mule dennym zbiorników słodkowodnych, otrzymując doktorat. 29 czerwca 2011 uzyskała stopień doktora habilitowanego w zakresie nauk biologicznych na podstawie rozprawy zatytułowanej Studium nad ekologią słodkowodnych brzuchorzęsków (Gastrotricha).
Pełniła funkcję adiunkta w Instytucie Biologii na Wydziale Przyrodniczym Uniwersytetu Przyrodniczo-Humanistycznego w Siedlcach, a potem otrzymała nominację na profesora nadzwyczajnego.